# Peter Brandt (Oberrentmeister)
Peter Brandt (* 11. Juli 1644 in Sonderburg; † 28. Januar 1701 in Kopenhagen) war ein dänischer Oberrentmeister.

## Leben und Wirken
Peter Brandt war ein Sohn des Sonderburger Bürgers Christian Brandt und dessen Ehefrau Margarethe. Er wurde in bescheidenen Verhältnissen groß und ging auf die Schule in seiner Geburtsstadt. Anschließend zog er über Norwegen weiter nach Kopenhagen. Hier arbeitete er als „Handschreiber“ für Oberst Ahlefeldt und danach für Oberjägermeister Vincent Hahn. Dieser empfahl ihn 1676 als Zahlmeister für die Kasse und die eigene Kammer des dänischen Königshauses. Im September 1676 übernahm Brandt auch die Kriegskasse. 1677 wurde er zum Zahlmeister sämtlicher Kassen ernannt. Ab 1678 trug der den Titel des Oberzahlmeisters.
1678 heiratete Brandt Abigael Marie von Stöcken (um 1661–1717), deren Vater Henrik von Stöcken als Rentmeister Brandts Vorgesetzter war. Stöcken förderte seinen Schwiegersohn, der 1680 zum Kammerrat ernannt wurde. Nach dem Tod Henrik von Stöckens übernahm Brandt 1681 dessen Posten als Rentmeister und Generalkriegskommissar. Damit leitete er das Finanzwesen ganz Dänemarks. 1684 wurde Brandt zum Oberrentmeister ernannt.
Nachdem die Dänen die Ländereien des Herzogs von Gottorf eingezogen hatten, erhielt Brandt als Belohnung den Titel des Amtmanns von Tondern verliehen. Er galt im Amt als fleißiger Buchhalter, konnte die staatlichen Finanzen aufgrund der Dänisch-Schwedischen Kriege, die in seine Amtszeit fielen, aber nicht sanieren. Die Aufgabe wurde Christian Siegfried von Plessen übertragen. Brandt trat 1692 von seinem Amt zurück und arbeitete stattdessen als Geheimrat und Ratgeber des Königs Christian V. in mehreren Kommissionen. Seinen 1679 erteilten Wappenbrief bekam er 1690 erneut anerkannt.

## Auszeichnungen
- Ritter des Dannebrogordens (1688)